# Marek Koźmiński
Marek Jan Koźmiński (* 7. Februar 1971 in Krakau) ist ein ehemaliger polnischer Fußballspieler.

## Karriere
Der 1,77 Meter große Verteidiger begann seine Karriere bei Hutnik Kraków. 1992 wechselte er nach Italien zu Udinese Calcio in die Serie A. Dort spielte er bis 1997, bevor er zu Brescia Calcio wechselte. Hier absolvierte Koźmiński fünf weitere Saison in der Serie A, bevor er sein Italienabenteuer bei Ancona Calcio ausklingen ließ und Ende 2002 nach Griechenland zu PAOK Thessaloniki wechselte.
Bei PAOK konnte Koźmiński jedoch nie richtig Fuß fassen und wechselte 2003 zurück in die heimische Liga zu Górnik Zabrze. Hier beendete er nach zwei Saisons seine aktive Fußballerkarriere 2004.
Koźmiński nahm an der WM 2002 in Japan und Südkorea teil. In 45 Länderspielen für die polnische Nationalmannschaft erzielte er ein Tor.
Nach seiner aktiven Karriere war Koźmiński kurzzeitig der Besitzer des polnischen Traditionsvereins Górnik Zabrze.

## Erfolge
- Olympische Silbermedaille (1992)
- WM-Teilnahme (2002)
- Griechischer Pokalsieger (2003)